# Yo La Tengo
Gli Yo La Tengo, nome talvolta abbreviato in YLT, sono un gruppo alternative rock statunitense, formatosi a Hoboken (New Jersey) nel 1984.
Nonostante un limitato successo commerciale, sono considerati come uno dei gruppi più importanti e di culto della scena alternative rock americana raccogliendo spesso, nel corso della loro lunga carriera, l'unanime plauso della critica. Dal 1992, la formazione è composta da Ira Kaplan (chitarra, piano, voce), Georgia Hubley (batteria, piano, voce) e James McNew (basso, voce).

## Storia

### 1984-1986: Ride the Tiger
Nati nel 1984 a Hoboken, piccola cittadina del New Jersey dove Ira Kaplan, cantante e critico musicale del New York Rocker e la compagna Georgia Hubley, batterista e cantante anch'essa, decidono di dare forma alla loro comune passione per la musica attraverso una propria band.
La scelta del nome deriva dalla passione di Kaplan per il baseball (Yo La Tengo è infatti l'espressione, in spagnolo, tipica dell'Esterno per dire: Ho la palla) e ispirato da un episodio successo durante una partita dei New York Mets del campionato 1962 quando, Richie Ashburn, per evitare lo scontro col compagno di squadra, il venezuelano Elio Chacón (che non capiva ancora molto l'inglese), dovette gridare la frase "¡Yo la tengo!" (ce l'ho!) invece dell'usuale "I've got it".
Il debutto discografico della band avvenne nel 1985, con il singolo The River of Water, registrato al Water Music Studio di Hoboken, il disco venne completato con l'inserimento (come b-side) della cover di A House Is Not a Motel, brano dei Love di Arthur Lee. In occasione delle session in studio per la realizzazione di questo loro primo lavoro, il duo venne completato con altri due musicisti: Dave Schramm alla chitarra solista e Dave Rick al basso, sostituito subito dopo da Mike Lewis (già nei DMZ e nei Lyres).
Nel 1986, gli Yo La Tengo pubblicarono il loro primo album, intitolato Ride the Tiger. Prodotto dall'ex bassista dei Mission of Burma Clint Conley ed uscito per l'etichetta indipendente Coyote Records, il disco si distinse subito per un sound eclettico e molto chitarristico, a metà strada tra country rock e pop melodico e con chiare influenze di band quali Velvet Underground, Television e Feelies. Ride the Tiger segnò anche la successiva defezione di Schramm e Lewis che lasciarono la band subito dopo l'uscita dello stesso, sostituiti da Stephan Wichnewski al basso e dallo stesso Kaplan alla chitarra solista.

### 1987-1997: I Can Hear the Heart
Il secondo album New Wave Hot Dogs, uscito nel 1987, insieme al successivo President Yo La Tengo pubblicato nel 1989, affinano ulteriormente la ricerca da parte del gruppo americano di un proprio e personale sound, accentuando la componente rock a scapito di quella country degli esordi. La continua maturazione dello stile chitarristico di Kaplan riesce qui a trovare una sorta di linguaggio personale fondendo le cavalcate elettriche di Neil Young alle intuizioni melodiche di Tom Verlaine. Prodotto da Gene Holder dei dB's, President YLT fu l'ultimo lavoro della band per l'etichetta Coyote e, nonostante l'accoglienza positiva da parte della critica, le vendite furono molto scarse. Subito dopo la sua pubblicazione, il bassista Stephan Wichnewski lasciò la band.
Nel 1990 è la volta di Fakebook, quarto album della band composto da undici cover (Kinks, Flying Burrito Brothers, John Cale, Cat Stevens, The Flamin' Groovies, Daniel Johnston e altri ancora) e solo cinque brani originali. Prodotto ancora una volta da Gene Holder, il disco registra anche il rientro nel gruppo del chitarrista Dave Schramm e venne considerato come un allontanamento dalle loro precedenti produzioni verso territori più folk rock.
Nel 1991, gli Yo La Tengo collaborarono con Daniel Johnston nel brano Speeding Motorcycle e, sempre in quello stesso anno, la band pubblicò il singolo Walking Away from You (completato dalla cover Cast a Shadow dei Beat Happening come B-side) seguito poi dall'EP The That Is Yo La Tengo .
Ma è con May I Sing with Me, album del 1992, registrato in gran parte al Fort Apache Studio di Cambridge (Massachusetts), che la band riesce finalmente ad azzeccare la tanto cercata formula fatta di equilibri precari tra vena melodia e furore chitarristico, condita con tocco di garage-rock psichedelico, contribuendo in maniera pressoché definitiva a personalizzare e mettere finalmente a fuoco il loro suono. L'aggiunta di strumenti elettronici, l'inserimento del bassista James McNew (che da quel momento farà parte in pianta stabile della line-up) e l'emergere di Georgia Hubley come prima voce furono tra gli elementi di cambiamento che generarono finalmente il salto di qualità nella carriera nella produzione della band, inaugurando la fase più creativa della sua carriera.
Nel corso del 1993, gli Yo La Tengo iniziarono la loro collaborazione con la Matador Records, pubblicando il singolo Shaker/For Shame of Doing Wrong.
La svolta musicale del gruppo conobbe una conseguente prosecuzione nel successivo e sesto album degli YLT, intitolato Painful e che segnò anche l'inizio della proficua collaborazione creativa con il produttore Roger Moutenot, che collaborò poi in tutti i loro album successivi. Pubblicato nel 1993, il disco segnò un'ulteriore crescita creativa della band ed un allontanamento dall'irruenza garage rock degli esordi: mescolando armonie melodiche e psichedelia onirica e relegando sullo sfondo il rumorismo delle chitarre, in un vortice di suoni, rumori e droni amalgamati tra loro fino a formare un unico insieme assimilabile a quell'idea di suono tipica dei contemporanei gruppi shoegazer. Painful apre la strada agli YLT verso una moltitudine di nuove direzioni, espandendo significativamente la tavolozza di suoni della band.
Electr-O-Pura, disco del 1995 che vede, per la prima volta, tutti i brani accreditati alla band nel suo insieme piuttosto che ai singoli componenti, segna un piccolo passo falso della band che smarrisce momentaneamente quella tensione creativa dei precedenti lavori.
Dopo la raccolta Genius + Love = Yo La Tengo (1996), compendio di B-sides, rarità, brani inediti e dal vivo, il trio riemerse nella primavera del 1997 con I Can Hear the Heart Beating as One, album che segnò probabilmente uno dei punti di massima progressione musicale degli Yo La Tengo e che riuscì a portare a maturazione tutte le delle potenzialità eclettiche e gli spunti creativi abbozzati nei lavori precedenti, in un'ottima sintesi tra folk, punk rock, shoegazing, bossa nova e accenni di musica elettronica sperimentale. Registrato a Nashville e mixato a New York, I Can Hear fu uno degli album più acclamati dalla critica e rivelò tutto il loro talento come compositori e musicisti e la profonda risorsa creativa della band capace di una vastissima gamma di soluzioni sonore e armoniche.

### 1998-2008: I'm Not Afraid
Le reazioni estremamente positive della critica riscontrate all'uscita di I Can Hear aumentarono notevolmente la reputazione della band e contribuirono ad aumentare la loro base di fan.
Nel 1998, dopo aver collaborato con Jad Fair alla pubblicazione dell'album Strange But True, la band entrò di nuovo in studio per registrare il loro nono album, And Then Nothing Turned Itself Inside Out. Il disco, pubblicato nel febbraio del 2000 dalla Matador Records deve il titolo ad una citazione del musicista Sun Ra ("...At first there was nothing...then nothing turned itself inside-out and became something" ovvero "In principio non c'era niente...allora nulla si è trasformato ed è diventato qualcosa") e confermò l'evoluzione della band e segna un ulteriore passaggio creativo nel proprio songwriting con un approccio molto più lento e sognante. Atmosfere rarefatte e avvolgenti, morbide tessiture suadenti sostenute da un sottofondo di riverberi chitarristici e da nuovi strumenti come vibrafono e percussioni, che ben si prestano ad un'idea di ampliamento delle strutture musicali e ad una progressiva dilatazione degli spazi sonori.
La colonna sonora The Sounds of the Sounds of Science, uscita nel 2002, contiene 78 minuti di musica strumentale composta dai YLT per otto brevi documentari girati sott'acqua ad opera del regista Jean Painleve.
Il discorso musicale di And Then Nothing proseguì, invece, con il successivo Summer Sun. Registrato a Nashville e pubblicato nell'aprile del 2003, con l'aggiunta di un'ulteriore contaminazione elettronica, spinge la band verso raffinate suggestioni post-rock, krautrock e jazz, richiamando alla mente una versione più rarefatta degli Stereolab.
Dopo le raccolte Prisoners of Love: A Smattering of Scintillating Senescent Songs: 1985–2003 (del 2003) e Yo La Tengo Is Murdering the Classics (del 2006), l'uscita dell'undicesimo album, intitolato I'm Not Afraid Of You And I Will Beat Your Ass e pubblicato nel 2006, riporta la band al tipico chitarrismo folk-rock e psichedelico degli esordi e con un sound che porta con sé l'insegnamento dei precursori Velvet Underground nel mutuare rumore e melodia, tra pop da cameretta, acide incursioni garage-punk e lunghe jam dal sapore kraut rock (l'album si chiude con due brani chitarristici della durata di dieci minuti ciascuno).

### 2009-2012: Popular Songs
Con lo pseudonimo Condo Fucks, nel marzo del 2009, la band pubblica Fuckbook, un album di cover garage rock di gruppi come The Troggs, Slade, Kinks, Richard Hell ed altri ancora. Prodotto da Mutt Lange e mixato da Bob Clearmountain, il disco vede il chitarrista Ira Kaplan e la batterista Georgia Hubley accreditati nelle note di copertina, rispettivamente, come Kid Condo e Georgia Condo.
Nel 2009 esce Popular Songs, un disco in formato su doppio vinile, registrato all'interno della sala prove della band nel New Jersey riuscì ad entrare nella classifica Billboard, piazzandosi al numero 58, la più alta mai raggiunta in carriera dalla band. Un disco diviso idealmente in due parti, la prima è un compendio dell'alt-rock contemporaneo con tanto di esperimenti ambient alla Brian Eno, mentre invece la seconda rivela un filo di nostalgia per certe divertenti reminiscenze sixties.
Nell'estate del 2010 viene pubblicato l'EP Here to Fall Remixes, contenente versioni remixate del singolo eseguite da De La Soul, RJD2, e Pete Rock.
Nel 2012 gli Yo La Tengo hanno registrato una versione di I Saw the Light, brano di Todd Rundgren, per un cd di raccolta fondi per la stazione radio WFMU, dal titolo Super Hits Of The Seventies.

## Formazione

### Formazione
- Ira Kaplan - voce, chitarra
- Georgia Hubley - voce, batteria
- James McNew - basso

### Ex componenti
- Dave Schramm - chitarra
- Stephan Wichnewski - basso
- Dave Rick - basso
- Mike Lewis - basso

## Discografia

### Album studio
- 1986 - Ride the Tiger
- 1987 - New Wave Hot Dogs
- 1989 - President Yo La Tengo
- 1990 - Fakebook
- 1992 - May I Sing with Me
- 1993 - Painful
- 1995 - Electr-O-Pura
- 1997 - I Can Hear the Heart Beating as One
- 1998 - Strange But True (con Jad Fair)
- 2000 - And Then Nothing Turned Itself Inside Out
- 2002 - The Sounds of the Sounds of Science (colonna sonora)
- 2003 - Summer Sun
- 2006 - I Am Not Afraid of You and I Will Beat Your Ass
- 2006 - Yo La Tengo Is Murdering the Classics
- 2009 - Fuckbook (come Condo Fucks)
- 2009 - Popular Songs
- 2013 - Fade
- 2015 - Stuff Like That There
- 2018 - There's a Riot Going On
- 2020 - We Have Amnesia Sometimes
- 2023 - This Stupid World

### Raccolte
- 1996 - Genius + Love = Yo La Tengo
- 2005 - Prisoners of Love
- 2008 - They Shoot, We Score

### EP
- 1991 - That Is Yo La Tengo
- 1992 - Upside Down
- 1993 - Shaker
- 1994 - From A Motel 6
- 1995 - Tom Courtenay
- 1995 - Camp Yo La Tengo
- 1997 - Little Honda
- 1997 - Autumn Sweater
- 2000 - Danelectro
- 2002 - Nuclear War
- 2002 - Merry Christmas from Yo La Tengo
- 2003 - Today Is the Day
- 2010 - Here To Fall Remixes
- 2020 - Sleepless Night

### Singoli
- 1985 - The River of Water/A House Is Not a Motel
- 1987 - The Asparagus Song/For the Turnstiles
- 1990 - Speeding Motorcycle (con Daniel Johnston)
- 1991 - Walking Away from You/Cast a Shadow
- 1993 - Shaker/For Shame of Doing Wrong
- 1993 - Big Day Coming/Double Dare (Somniextraction)
- 1995 - Tom Courtenay/The Bisexual Boogie
- 1995 - Camp Yo La Tengo
- 1996 - Blue/Green Arrow/Watching the Sun Rise or Johnny Carson
- 1996 - Rocket #9/Wig Out with Charly Dapper
- 1997 - Sugarcube/Busy with Me Thoughts
- 1997 - Little Honda
- 1998 - Run Run Run/Urban Crusher
- 2000 - You Can Have It All/Ready-Mades
- 2006 - Mr. Tough/I'm Your Puppet